# Басін (Мазовецьке воєводство)
Басін (пол. Basin) — село в Польщі, у гміні Баранув Ґродзиського повіту Мазовецького воєводства.
Населення — 91 особа (2011).
У 1975-1998 роках село належало до Скерневицького воєводства.

## Демографія
Демографічна структура станом на 31 березня 2011 року:
|          | Загалом | Допрацездатний вік | Працездатний вік | Постпрацездатний вік |
| -------- | ------- | ------------------ | ---------------- | -------------------- |
| Чоловіки | 38      | 9                  | 27               | 2                    |
| Жінки    | 53      | 15                 | 29               | 9                    |
| Разом    | 91      | 24                 | 56               | 11                   |